# (400320) 2007 TG357
(400320) 2007 TG357 es un asteroide perteneciente al cinturón exterior de asteroides, descubierto el 12 de octubre de 2007 por el equipo del Spacewatch desde el Observatorio Nacional de Kitt Peak, Arizona, Estados Unidos.

## Designación y nombre
Designado provisionalmente como 2007 TG357.

## Características orbitales
2007 TG357 está situado a una distancia media del Sol de 4,013 ua, pudiendo alejarse hasta 4,928 ua y acercarse hasta 3,097 ua. Su excentricidad es 0,228 y la inclinación orbital 1,178 grados. Emplea 2936,43 días en completar una órbita alrededor del Sol.
Los próximos acercamientos a la órbita de Júpiter se producirán el 31 de mayo de 2048, 12 de marzo de 2072 y el 16 de mayo de 2095, entre otros.

## Características físicas
La magnitud absoluta de 2007 TG357 es 15,5.